# (31119) 1997 RP1
(31119) 1997 RP1 est un astéroïde de la ceinture principale découvert en 1997.

## Description
(31119) 1997 RP1 a été découvert le 3 septembre 1997 à l'observatoire Gekko, situé à Shizuoka (Japon), par Tetsuo Kagawa et Takeshi Urata.

### Caractéristiques orbitales
L'orbite de cet astéroïde est caractérisée par un demi-grand axe de 2,39 ua, un périhélie de 1,84 ua, une excentricité de 0,23 et une inclinaison de 3,24° par rapport à l'écliptique. Du fait de ces caractéristiques, à savoir un demi-grand axe compris entre 2 et 3,2 ua et un périhélie supérieur à 1,666 ua, il est classé, selon la JPL Small-Body Database, comme objet de la ceinture principale.

### Caractéristiques physiques
(31119) 1997 RP1 a une magnitude absolue (H) de 15,4 et un albédo estimé à 0,330.